# Chaim Kreiswirth
Chaim Kreiswirth (Wojnicz, 17 december 1918 - Londen, 30 december 2001) was een van oorsprong Poolse, orthodoxe rabbijn. Lange tijd was hij opperrabbijn van Antwerpen. 
Bij de Duitse inval in Polen vluchtte Kreiswirth naar Litouwen en vandaar naar Israel. In Jeruzalem stichtte hij een jesjiewa met de naam Merkaz HaTorah.
Na de oorlog ging hij terug naar Polen om te proberen Joodse kinderen die tijdens de oorlog door de rooms-katholieke Kerk voor de Duitse bezetter verborgen waren gehouden, weer naar het jodendom terug te voeren.
In 1947 vestigde hij zich in de Verenigde Staten, waar hij het Hebreeuwse Theologische College in Skokie (Illinois) leidde. In 1953 kwam hij naar Antwerpen, waar hij Av Beet Dien, poseek en opperrabbijn werd.